# 強壯斯氏脂䲁
強壯斯氏脂䲁（學名：Starksia williamsi），為輻鰭魚綱䲁形目脂䲁科斯氏脂䲁屬的一個種，種名是為了紀念美國國家自然歷史博物館的魚類學家杰弗裡·T·威廉姆斯（Jeffrey T. Williams），他對䲁形目魚類的研究非常深入，分布於中西大西洋荷屬安地列斯海域，深度15至28公尺，本魚體長，扁平，頭鈍，眼、鼻孔及頸觸鬚不分支，背鰭硬棘與鰭條之間有缺刻，雄魚第一臀鰭棘長與鰭的其餘部分分離，變為性器官，側線連續，前段拱起，後段直，頭、體顏色均勻，橙黃色至紅棕色，有時有不規則的暗條紋，雄魚前鰓蓋骨下後角有一大塊深色斑塊；雌魚下顎有深色橫帶，背鰭和臀鰭基部有一排小深色斑點；雌魚背鰭、尾鰭和臀鰭有橙色橫帶，雄魚尾鰭微紅色，外緣微黑，背鰭硬棘19-20枚、背鰭軟條7-8枚、臀鰭硬棘2枚、臀鰭軟條16-17枚，體長可達2.1公分，棲息在珊瑚礁區，生活習性不明。